# Urizaharra / Peñacerrada (kommun)
Urizaharra / Peñacerrada (baskiska: Urizaharra) är en kommun i Spanien. Den ligger i Álavaprovinsen i södra delen av den autonoma regionen Baskien i norra delen av landet, 260 km norr om huvudstaden Madrid. Antalet invånare är 302 (2024). Arean är 45,18 kvadratkilometer. Urizaharra / Peñacerrada gränsar till Ábalos.